# ميشيل كوكس
ميشيل كوكس (بالإنجليزية: Michelle Cox)‏ هي لاعبة كرة لينة أسترالية، ولدت في 15 أبريل 1991 في سيدني في أستراليا.